# 角川學藝出版
角川学藝出版（日语：角川学芸出版），是日本出版社KADOKAWA的品牌之一。
本條目包括停業前的「株式會社角川學藝出版」的介紹。

## 沿革
- 1986年12月，因角川書店編輯業務需要，「株式會社飛鳥企劃」成立。
- 1998年，從角川書店接手辭典、全書、古典關係書、全集（日语：全集）、高中教科書、大學教科書等編輯業務。
- 2003年4月，社名變更為「角川學藝出版」，開始以自社名義進行出版活動。
- 2004年，開始發行雜誌《俳句（日语：俳句 (雑誌)）》、《短歌（日语：短歌 (雑誌)）》；俳句的函授講座開始。
- 2005年，短歌的函授講座開始；從角川書店接手角川選書、角川叢書、角川Sophia文庫和人文關係書的發行。
- 2006年，和角川書店共同主辦「第1回角川全國俳句大賞」；《角川俳句大歳時記（全五巻）》刊行；從角川書店接手辭典、全書和全集、單行本等的一部分的發行。
- 2007年，《俳句歳時記　第四版》（角川文庫）刊行；《ビギナーズ・クラシックス 日本の古典》（角川Sophia文庫（日语：角川ソフィア文庫））第2期刊行。
- 2008年，《鑑賞　女性俳句の世界（全六巻）》刊行。
- 2013年10月1日，併入「株式会社KADOKAWA」成為事業品牌，公司法人不復存在。

## 主要出版品
全集、叢書
辭典、全書
雑誌
- 俳句（日语：俳句 (雑誌)）
- 短歌（日语：短歌 (雑誌)）

Mook
- （Kadokawa Mook）

單行本、文集
- 角川俳句叢書
- 角川平成俳句叢書
- 角川21世紀俳句叢書
- 角川短歌叢書
- 21世紀歌人Series
- 角川選書

1968年9月20日創刊。四六判。系列第一本是阿部次郎《合本三太郎の日記》。號稱「読書の愉しみ、知の活力」。
- 角川叢書

1998年12月創刊。四六判。
- KG Business Books
- 角川学藝Books
- 角川索菲亞文庫（日语：角川ソフィア文庫）

兒童書
- Kadokawa學藝兒童名作

商務、一般書文庫
- 角川Foresta

DVD-ROM、CD-ROM
- DVD‐ROM版
- CD-ROM版
- CD-ROM版 Ver.2
- CD‐ROM版

## 關聯項目
- 角川書店
- 角川集團

## 參注
1. ↑  .   [2014-06-24]. （原始内容存档于2021-12-23）.
2. ↑  .   [2014-06-24]. （原始内容存档于2021-03-23）.
3. ↑  .   [2014-06-24]. （原始内容存档于2014-05-06）.